# The Spirit of Giving
Pour plus de détails, voir Fiche technique et Distribution.
The Spirit of Giving (littéralement : L'Esprit de donner) est un film muet américain réalisé par Frank Cooley, sorti en 1915.

## Fiche technique
- Titre : The Spirit of Giving
- Réalisation : Frank Cooley
- Scénario :
- Producteur :
- Société de production : American Film Manufacturing Company
- Société de distribution : Mutual Film
- Pays de production :  États-Unis
- Langue : Anglais
- Métrage : 600 m
- Format : Noir et blanc — 35 mm — 1,33:1 — Muet
- Genre : Film dramatique
- Durée : 20 minutes
- Date de sortie : 
  - États-Unis : 12 janvier 1915

## Distribution
- Joe Harris : Peter Stearns
- Virginia Kirtley : Annie Stearns, sa fille
- Gladys Kingsbury : Mme Stearns
- Fred Gamble : M. Van Arsdale